# راشد الظاهري
راشد الظاهري هو أصغر سائق سباقات عربي يفوز بسباق على حلبة دولية، حيث حصل على لقب «كأس بيرل إيزي كارت» في إحدى جولات بطولة إيطاليا الوطنية للكارتنج على المضمار الدولي لحلبة كاستيليتو دي براندوزو جنوب ميلان.

## حياته
ولد عام 2008 في الإمارات، فاز بالمسابقة وهو في السادسة من عمره. هو طالب في المرحلة الابتدائية. حقق الفوز بالسباق الأول ضمن فئة «بامبينو». وهو ملقب ب أونسو الصغير. وهو أصغر سائق على مضمار ضم 03 سائقًا في الفئات العمرية من 6 إلى 8 سنوات.